# Голубые города (Алексей Толстой)
«Голубы́е города́» — повесть (или рассказ) А. Н. Толстого, опубликованная в 1925 году. Одна из первых попыток писателя разработать тему «лишнего человека» после переезда в СССР. Критиками обычно рассматривается в паре с рассказом «Гадюка», написанным на схожий сюжет — глубокого одиночества революционера-романтика, не совместимого с обывательско-мещанской средой.
В центре повествования — судьба начинающего архитектора Василия Буженинова, который, пережив гражданскую войну, не находит своего места в новой НЭПовской действительности. Его грёзам посвящена вставная новелла об утопической Москве 2024 года. Находясь в маленьком провинциальном городе, он переживает сильную любовь к Наде, обычной девушке, которая не разделяет и не понимает его мечтаний. Крах этой любви символизирует для Буженинова крушение мечты о светлом будущем и обесценивание собственной жизни. Не в силах больше существовать в мещанской среде, он совершает убийство и поджигает город.

## История создания и сюжет
В первой публикации («Красная новь», 1925, № 4) «Голубые города» были снабжены подзаголовком «рассказ», так же характеризовал жанр и сам А. Н. Толстой в интервью «Новой вечерней газете» 11 апреля 1925 года. В написанной в конце жизни автобиографии автор назвал своё произведение «небольшой повестью». Источником вдохновения и материалом для описания быта небольшого провинциального города в первые годы НЭПа послужили для писателя впечатления от литературной поездки по Белоруссии и Украине 1924 года. Некоторые дневниковые записи вошли в текст повести. Произведение было сдано в печать непосредственно после написания. Текст первой публикации был незначительно исправлен для девятого тома собрания сочинений 1927 года и с тех пор публиковался без изменений.
Герой «Голубых городов» — студент-архитектор Василий Алексеевич Буженинов, описанный как энтузиаст и мечтатель. Пройдя горнило Гражданской войны, он страстно стремится к светлому будущему. Ещё в 1919 году под станцией Безенчук в тифозном бреду он умоляет не мешать ему созерцать «мост над полгородом, арку, пролёт-три километра… Из воздуха? Нет, нет, — это алюминий. И фонари по дуге на тончайших столбах, как иглы…» После демобилизации он закончил в Москве архитектурные курсы, при этом голодал и жил в склепе на Донском кладбище. Получив письмо из родного уездного города, он собирается на родину и рассказывает товарищам утопическую новеллу «Через сто лет», как он перестроил Москву, сделав её целиком из голубого камня и стекла — лучшим городом двадцать первого века, и не слушает «разумных слов» товарищей. На малой родине он попадает в грязь, пыль и скуку; создаётся ощущение, что революции вовсе не произошло. Столкнувшись со спекулянтами и торгашами, не сумев удержать девушки Нади — первой своей любви, — он убивает соперника-лавочника и поджигает ненавистный ему городок, вывесив на столбе пейзаж со своим голубым городом.

## Повесть в контексте творчества А. Толстого
С точки зрения Н. Ковтун, текст «Голубых городов» органически встроен в модель советской утопии 1920—1930-х годов, и вынашиваемый Бужениновым образ всемирного Града вполне соотносится с идеалом грядущего эренбурговского Николая Курбова и дома-города «Котлована» А. Платонова. Однако, как и всегда у Толстого, раскрытие авторского замысла многослойно. Текст строится на пересечении многих точек зрения: рассказов главного героя, воспоминаний его знакомых, авторских зарисовок (текст в тексте), протоколов допроса следователя. События ветвятся, уточняются, пересказываются и становятся всё более иллюзорными. При этом собственно утопический мотив «голубых городов» предстаёт герою исключительно в моменты, когда он находится между жизнью и смертью. В повести много традиционных для романтической литературы и самого А. Толстого мотивов пророческого сна, видений, лунатизма, обрамляющие выход к чуду — Утопии. Стандартным является и противопоставление творца низкому, профанному миру, отвергающему его. Однако для А. Толстого этот мотив сознательно травестируется, ибо чем сильнее Буженинов стремится «за грань», тем болезненнее возвращение к реальности («запахло навозцем»). Утопия отделена от реальности на всех уровнях текста; писатель использовал рамочную композицию: действие начинается и заканчивается той «трагической ночью», когда жаждущий крови пророк совершает убийство и поджигает город. Пепелище с развёрнутым над ним полотном с изображением голубого города аналогично платоновскому «Котловану», в котором символом «счастливого будущего» становится братская могила.
В беседе с политруком Хотяинцевым Буженинов сам описывал свою трагедию: «войти в будни, раствориться в них не могу, а быть личностью, торчать одиноко тоже не могу». Буженинов демонстрирует все черты «лишнего человека» русской классики, лишённого меры, соединяющего две великие крайности — ангельское и звериное, «упоение святостью» и «упоение грехом», которые проистекают из желания осуществить очевидно несбыточную мечту.
Жизнелюбивая философия Алексея Толстого не принимала достоевских страстей: проект «лазурного будущего» автор называет «горячечной фантазией», «снами наяву», подчёркивая вымороченность образа. Буженинов обуреваем антагонистическими страстями: жаждой земной, плотской любви и ненавистью к «мелочам» существования, к трактирам, воронам, уличной пыли. После убийства соперника Буженинов чувствовал: «теперь всё позволено», но ему чужда достоевская рефлексия на содеянное. Бунт героя только прячется за стремление осчастливить человечество, а на самом деле является попыткой самоидентификации и самоутверждения любой ценой. «Взрыв нужен сокрушительный… Огненной метлой весь мусор вымести». В известной степени, образ Буженинова соотносится и с демоническим началом, но сознательно превращён в фарс: герой, мечтавший разбить сады на земле, где «братишки догнивают», ругается матом и хватается за утюжок, когда начинает свою месть. Голубой город служит ему своеобразным зеркалом, в котором он видит не больного, жалкого человека с гнилыми зубами, «землистым лицом», но предстаёт седовласым красавцем, которому человечество обязано Будущим: «угловатое свежее лицо; сильное тело, уверенное в движениях». Двойниками Буженинова выступают похожий на него внешне «фокстротист» Утевкин и лавочник Сашок. Все трое, вожделея Наденьку, стремятся ею овладеть, привлекая разные стратегии. Обитатели городка видят в Наде блудницу (которой можно предложить роль секретарши в путешествии по Европе и тут же измазать дёгтем ворота). Лишь Буженинов прозревает в ней сказочную обитательницу голубых чертогов, и недоумевает от её страха и непонимания.

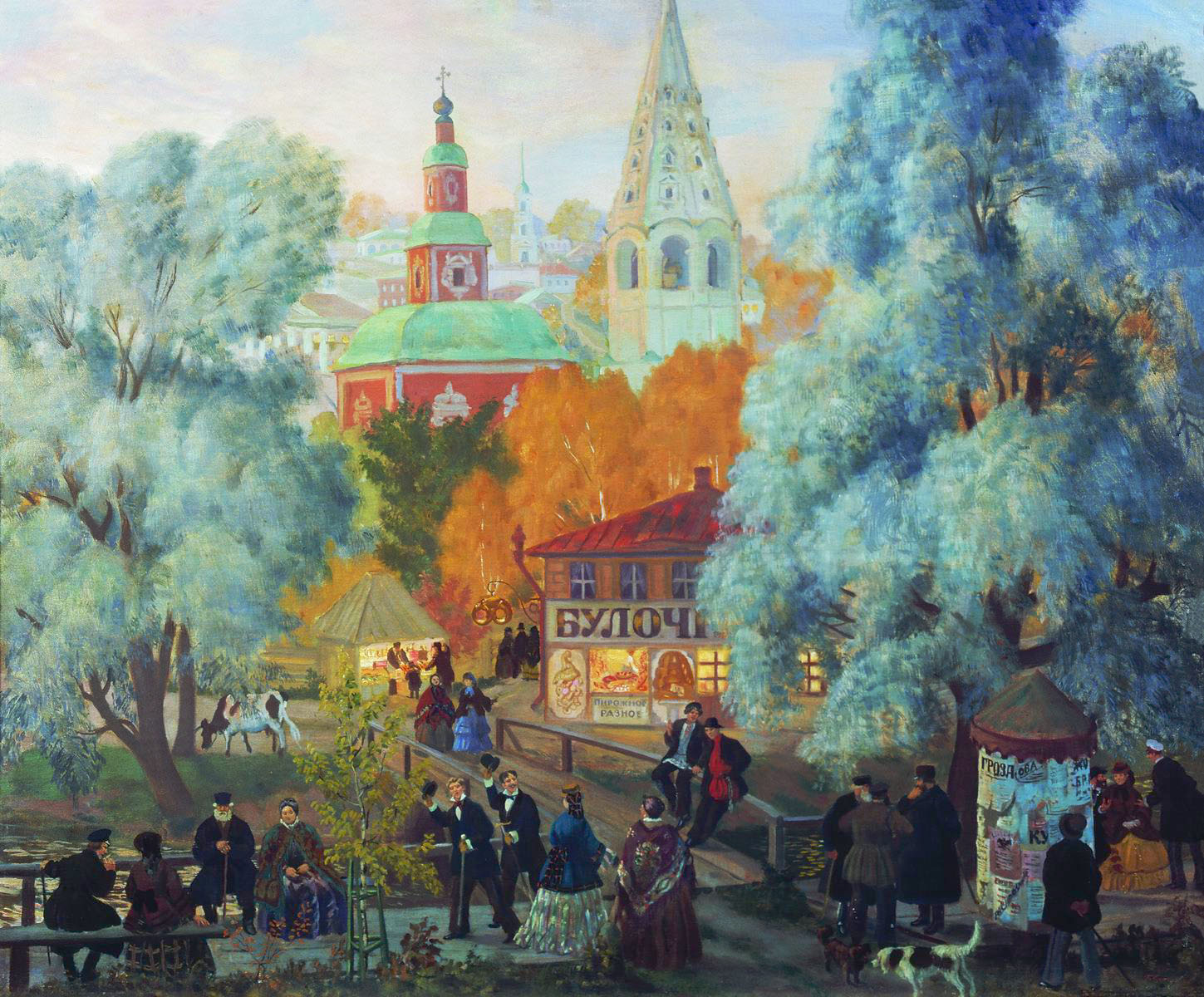
Борис Кустодиев. Провинция, 1919. Полуиронический образ безмятежного житейского рая

В утопии Буженинова причудливо соединились мистическая Атлантида (как в «Аэлите» Толстого), видения марсианского коммунизма из «Красной звезды» Богданова (на рукаве бредящего городом Буженинова — красная звезда), алюминиевых фаланстеров Чернышевского. Каждый из утопических мотивов снов Буженинова находит сниженное отражение в реальности: вместо площадей с произведениями искусства и коврами из цветов — пыльный торг с семечками. От физического труда граждане освобождены, поскольку нет работы. По вечерам горожане собираются в пивной «Ренессанс» (пародия на «Незнакомку» А. Блока), а все атрибуты рая (пышная зелень, плодовые деревья, красавицы на лужайке) присутствуют лишь в усадьбе лавочников Масловых, куда от разговоров с Бужениновым сбегает Наденька. Всё это убожество, однако, полнокровно; в описаниях краски ярки, а деталей так много, что они кажутся избыточными. Грёзы Буженинова маркированы обычными для Толстого метафорами: синеватым цветом, «узким ледяным серпом месяца». Голубой цвет, заимствованный из идеологии символистов, указывает на глубину, визионерскую тайну и даже на её софиологическое измерение. За год — два до написания «Голубых городов» Алексей Николаевич одновременно работал над «Аэлитой» и обрабатывал перевод «Пиноккио». Е. Толстая предполагала, что образы голубых городов, Мальвины с голубыми волосами и пророчицы Аэлиты связаны с главным символом романтизма — «голубым цветком» Новалиса, оккультным значением Души мира — Софии. Наденьке волей Буженинова в этом царстве отведена роль хранительницы, поэтому Сашок, покусившийся на её девичью честь, назван в тексте «осквернителем». Сила земной любви, которая сильнее звёздной мудрости, уже была описана в «Аэлите»; несомненно, с этим романом связан краткий эпизод в конце утопии Буженинова: в прекрасном будущем прямо с «лилового неба» спускается на аэроплане звёздная женщина. При этом «лиловость» напрямую отсылает к А. Блоку. Описание Наденьки также создаёт ассоциативный ряд с Аэлитой. Интерьер голубой утопии до мелочей напоминает Марс: «синеватая мгла вечера», «с неба падал узкий луч и на крышу садился аэроплан», очертания домов «становились всё более синими, все более лёгкими», ночь прорезали «синеватые мечи прожекторов». Метафора луча-меча использована в «Аэлите», но в «Голубых городах» он угрожает не хрупкой возлюбленной, а самому мечтателю. Он не в состоянии открыть для себя реальности и понять земную природу Наденьки. Софийные ризы не подходят ей, не происходит преображения. Голубой пейзаж на холсте, занимающий половину стены в комнате Буженинова, оставляет её равнодушной.
Е. Толстая и Н. Ковтун проводили параллели между «Голубыми городами» и «Золотым ключиком». Наденькин бант, голубые глазки, благоразумие и мечта о сцене близки девочке-кукле Мальвине, а не образу космической Аэлиты, наследницы тайны атлантов. Присутствует даже некое подобие золотого ключика: ослепшая и оглохшая старуха-мать (будущая черепаха) тайно от Наденьки отдаёт сыну три золотых червонца, чтобы он спешно уезжал в Москву. Впрочем, советами и чудесными вещами герой не умеет воспользоваться. В финале определённую «кукольность» демонстрирует сам Буженинов, ибо его действия управляются утопической идеей, он превращается в заводную марионетку. Начальная и заключительная сцены выписаны так, что Буженинов предстаёт как мертвец, восставший из могилы (верность такого истолкования подтверждается его жизнью в склепе на Донском кладбище во время учёбы). На фоне меркнущей луны перестают отличаться друг от друга фигуры утописта-строителя и осквернителя-разрушителя.

## Критическое восприятие

### Советская критика

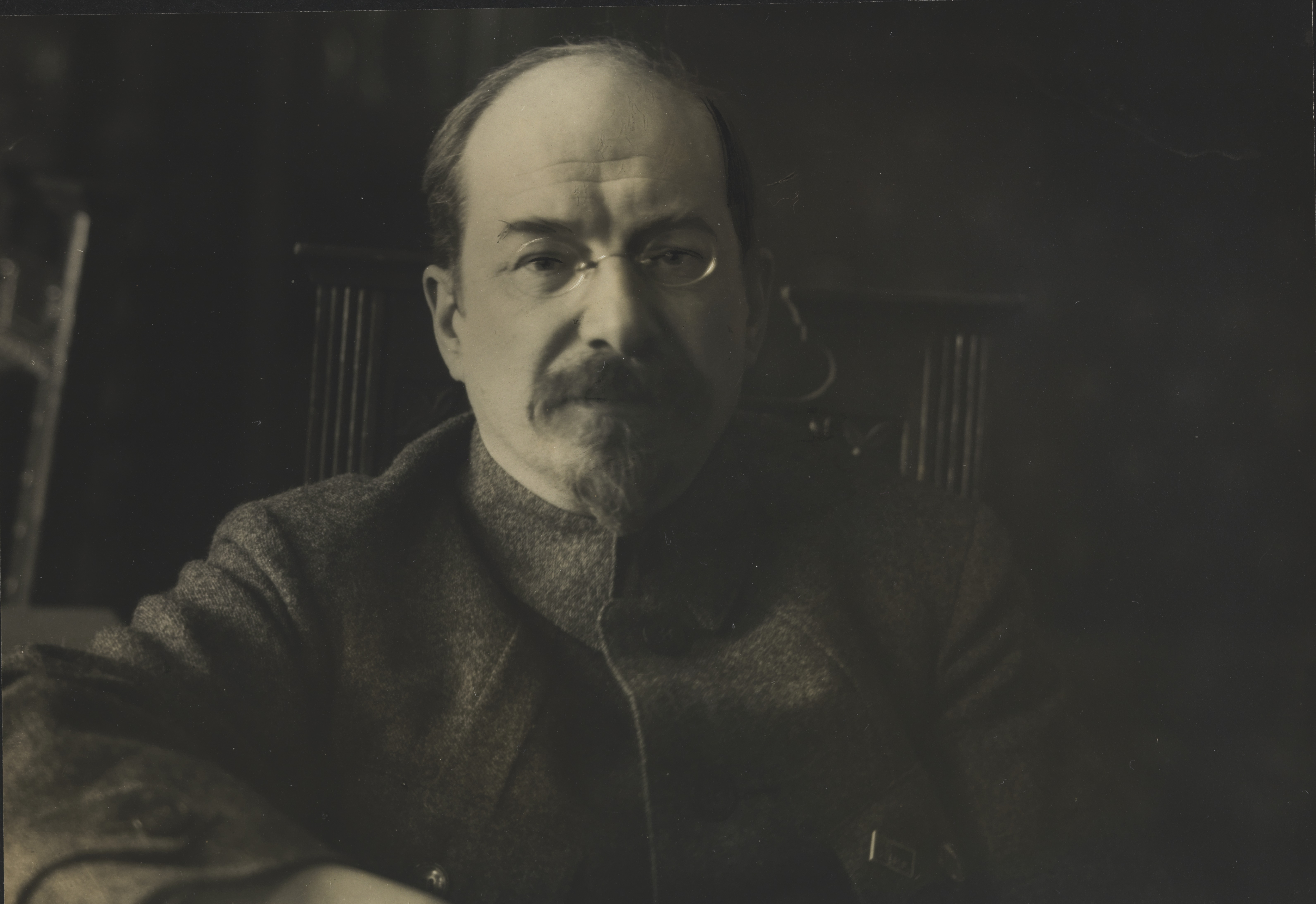
Нарком просвещения Луначарский — первый критик «Голубых городов». Фото Ф. Нансена, Национальная библиотека Норвегии

Уже первые критики А. Н. Толстого рассматривали «Голубые города» и «Гадюку» как своеобразный диптих, посвящённый особым типажам, которые вывела на свет революция. Повесть (называемая тогда «рассказом») вызвала высокую оценку А. В. Луначарского, который публично причислил Толстого к писателям из «вспомогательного отряда революции». РАППовская критика с ним не согласилась, и Алексей Николаевич был обвинён в доказательстве безуспешности «попыток революции
завоевать варварский русский уездный город».
Так, П. Н. Медведев в 1929 году отмечал, что «Голубые города» и «Гадюка» — «вещи проблемные», их герои — это социальные типы, которые демонстрируют психологию самого автора. Буженинова как личность сформировала гражданская война «с её особыми горизонтами, ритмом, и методами действия»; реализовать себя в области мирного строительства он не способен. Утопия Буженинова — это «мучительная, нетерпеливая и горячечная фантазия». Как отмечал А. В. Алпатов, Толстой вынес на первый план трагизм и катастрофичность столкновения Буженинова с «ощетинившейся обывательщиной». Герой его одинок и предоставлен сам себе, не существует никакой среды, которая могла бы оказать ему помощь. Даже политрук Хотяинцев, бывший его однополчанин, ограничивается только суровой отповедью: «…так рассуждать не годится. Пока вы в седле, в руках винтовка, за холмом зарево пылает, — этот час революции весь на нервах, на эмоциях, на восторге. Скачи, руби, кричи во весь голос; романтика! <…> Мещанство метлой не выметешь — ни железной, ни огненной. Оно въедчиво. Его ситцем, и книгой, и клубом, и театром, и трактором нужно обрабатывать. Перевоспитать поколения». Это не более чем резонёрство, которого (по выражению П. Медведева) «совершенно недостаточно».
Вадим Ильич Баранов, рассматривая «Голубые города» и «Гадюку» в комплексе, настаивал, что эти произведения недооценены критикой и заслуживают «более пристального внимания». Рассматривая образ Буженинова, В. Баранов отмечал, что настоящее для него оказалось «слишком сложным, пёстрым, многосоставным», чем отличалось от прошлого, в котором были чётко разграничены «мы» и «они». В результате выясняется, что Буженинов вовсе не может быть назван посланником будущего в настоящем, поскольку жаждет именно прошлого, с его героикой, безоглядностью романтического порыва. Более того, обострённая драматичность восприятия НЭПа помешала ему увидеть необходимость героики в буднях, «героика и теперь была нужна, но — иная».

### Постсоветские оценки
Современные исследовательницы Н. Батурина и Н. Петровская рассматривали «Голубые города» с позиции двойственности творчества А. Н. Толстого, который сложные символические мотивы «прятал» в сугубо реалистическом описании. Появление бредящего Буженинова обставлено традиционно русскими архетипами: степь, дорога, мост. Герой сидит, «привалившись» к телеграфному столбу, в «стороне от дороги», эта деталь необходима, чтобы подчеркнуть исключительность обстоятельств спасения умирающего мечтателя и одновременно указывает, что и далее он не будет идти «в ногу» со своей страной и окружением. После окончания войны Буженинов живёт впроголодь, носит «простреленную шинелишку», в которой его когда-то нашли в степях Пугачёвского уезда, ночует в склепе на Донском кладбище и по-прежнему одержим мечтой о голубых городах. Примечательно, что его воображаемая Москва удобна для человека, способствует его благу: уступчатые дома в двенадцать этажей, подземные камеры-очистители воздуха, электрические поезда под землёй, «пышные сады Москвы-реки», роскошные ковры из цветов, огромные здания под стеклянными куполами. С одной стороны, это выражение собственных эстетических устремлений А. Толстого, но Буженинов «лишён жизненной мудрости повествователя». Он глубоко надломлен, едет на малую родину из-за острого нервного истощения, и только природа его немного успокаивает. Острота конкретных социальных проблем начисто губит в нём высокое, и поэтому в соответствии с законами революционного времени ненавистный Буженинову уездный городок был сожжён. В основе этого акта — не утопия всеобщего счастья: Буженинов, искренне надеясь на любовь Наденьки, не осознавал, что её запросы будут продиктованы средой, в которой она сформировалась и живёт. Если в ранних произведениях А. Толстого героини способствовали спасению души главных героев, сами пройдя через испытания вместе с ними, то советские женщины Толстого уже изменились в новой реальности. Надя и не претендует на роль спасительницы: «Какая уж там любовь! Встретишь человека случайно, посмотришь: если чем-нибудь может улучшить твоё положение — выбираешь его».
Алексей Варламов предложил другую интерпретацию повести. С его точки зрения, обращение Толстого к теме жизненного фиаско победителя Гражданской войны нетипично и, вероятно, объяснялось политической и рыночной конъюнктурой. «О людях Гражданской войны, о бойцах Красной армии логично было писать Фурманову, Фадееву, Гайдару, Вс. Иванову или Бабелю, то есть тем, кто войну прошёл и мог сравнить её с нэпом, кто на своей шкуре испытал психологическую ломку, но что мог понимать в этом чисто советском сюжете эмигрант Толстой?». Художественное решение названо «плоским и неубедительным, беззубым». Буженинов признаётся героем, скорее, платоновским: «такие чудаки, мечтатели, бывшие красноармейцы и бродяги, девственники и философы встретятся потом в „Чевенгуре“ или „Реке Потудани“». Описание омоложения организма будущего Буженинова также отсылает либо к Платонову, либо даже булгаковскому «Собачьему сердцу». В целом, критик считает эту повесть неудачной, «рациональной и плоской», причём столкновение мечты и действительности с его точки зрения — «взгляд гастролёра, мечтающего поскорее унести ноги оттуда, куда он отправил своих марионеток». А. Варламов называл «убогими» обе стороны конфликта, поскольку «даже у не самого проницательного читателя мог возникнуть вопрос: а стоило ли вообще устраивать революцию и проливать реки крови, если к этому всё пришло и так кончилось?». Даже комиссар с его правильными речами мало уместен в городе, где имя «Ренессанс» отдано единственной пивной, собственно, никакой сюжетной роли он и не играет, зато призван выразить авторскую позицию. Герой его не понял, хотя именно комиссар Хотяинцев выразил простую мысль: мучения Буженинова проистекают не из-за ненужности его голубых городов и не оттого, что кончилась война и настал НЭП, а потому, что он не смог совладать с девушкой, в которую влюблён. Он бессилен в буквальном смысле, ибо жизненной силы, которыми полны обыватели, в нём нет. Следовательно, нет в нём и правды. Надя, впрочем, названа «отчасти пародией на Дашу из „Хождения по мукам“».